# Cyber Hunter
Cyber Hunter es un videojuego chino de ciencia ficción battle royale de 2019 para móviles y plataformas de PC desarrollado y distribuido por NetEase. Fue lanzado el 26 de abril de 2019.

## Jugabilidad
El modo de juego consiste en el formato tradicional de battle royale con un tema futurista y algunos elementos distintivos, como los jugadores (conocidos en el juego como Wanderers) que se dejan caer en hoverboard propulsados por aviones que ayudan en el aterrizaje temprano, armas sofisticadas como pistolas de microondas, vehículos armados, escalada vertical, parkour, deslizándose por el aire usando droides que son IA robots, construyendo varias estructuras para la defensa, personalización detallada de personajes, etc.

## Lanzamiento
El juego fue anunciado como Project:Battle por NetEase en mayo de 2018 y lanzado inicialmente en octubre de 2018 como prueba beta en plataformas móviles Android y iOS, y lanzado a nivel mundial el 26 de abril de 2019.

## Recepción
Josh Ye de AbacusNews.com critica a Cyber Hunter por su falta de creatividad e innovación central, llamándolo otro PUBG Mobile clon. El juego ha tomado prestadas muchas mecánicas de varios otros juegos, como la escalada, el planeo y el diseño del campo de batalla de The Legend of Zelda: Breath of the Wild. Ash Mayhew de DroidGamers.com elogia el juego por su genuina innovación en el género Battle Royale, como permitir que los jugadores creen su propio estilo de juego. Aunque la mecánica de movimiento se tomó prestada de The Legend of Zelda: Breath of the Wild, hay muchas opciones estratégicas a disposición de los jugadores cuando están atrapados en un combate.